# Rhimphoctona longicauda
Rhimphoctona longicauda là một loài tò vò trong họ Ichneumonidae.